# Вельдський басейн

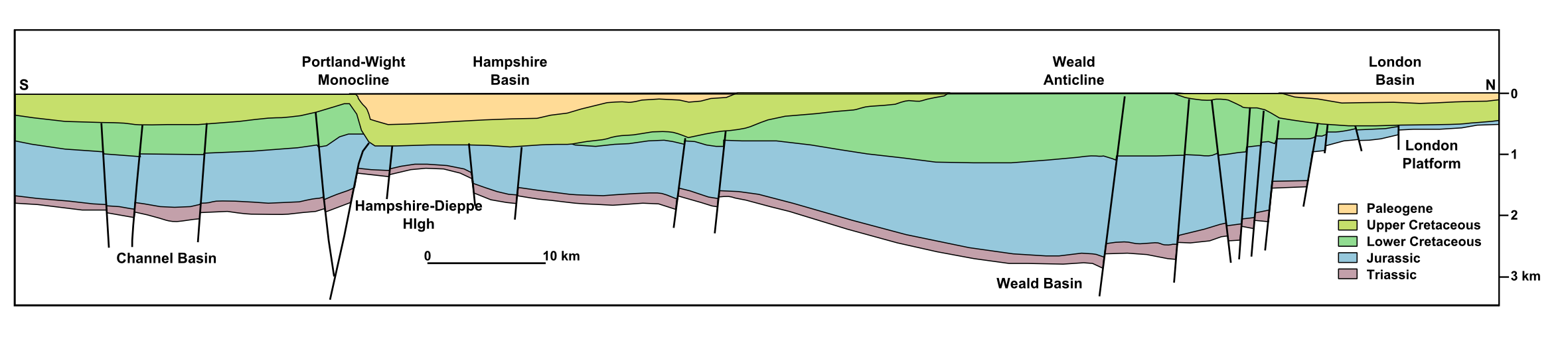
Розріз Південної Англії, що показує перевернуту природу Вельдського басейну

Вельдський басейн — головна топографічна особливість Південної Англії та Північної Франції часів від тріасу до пізньої крейди.
Його підняття у пізній крейді призвело утворення Велденської антикліналі.
У товщі гірських порід є поклади вуглеводнів, а саме вугілля, нафти та газу.

## Формування

Геологічна карта південно-східної Англії та регіону навколо Ла-Маншу, що показує антикліналь Вельд-Артуа і, отже, сучасну форму Вельдського басейну

Формування Вельдського басейну почалося у кам'яновугільному періоді, коли скелі, що нині є фундаментом, були відкладені у низовинних болотах, утворюючи вугілля, яке видобувалося на півночі та сході в Кенті, але свердловини, пробурені в 19 столітті, не змогли знайти це родовище в районі Вельда.
Відкладення карбону можуть бути перекриті ранньотріасовими відкладеннями.

Відкладенні породи були підняті та зруйновані під час Герцинського орогенезу, причому терен, що зараз займає Вельдський басейн, був низьким зовнішнім складчастим поясом до основного горотворення, яке було розташоване у межах сучасного Ла-Маншу.

Залишки гірського пасма сьогодні можна побачити у Девоні та Корнуоллі — Корнубійський масив.
На відміну від Девона і Корнуолла, деформація не викликала метаморфізму.

Гірське пасмо зазнало руйнації невдовзі після орогенезу, що призвело до того, що колишні північні насуви знову стали звичайними розломами, з яких розвинувся Вельдський басейн, який є продовженням значно більшого Вессекського басейну.

Вельдський басейн поволі опускався протягом юрського, крейдяного та раннього третинного періоду, що призвело до відкладення товстої послідовності осадових порід.
На початку юри на півночі і сході розвивався мілководний шельф з домінуванням мулу.

## Реактивація басейну
В результаті альпійського горотворення басейн був стиснутий між кратонами з півночі та півдня, що призвело до реактивації колишніх розломів у незначні насуви (якими вони були під час Герцинського орогенезу) та утворення антикліналі Вельд-Артуа.

Дві позитивні структури, Велденська антикліналь і Ла-Манш-Хай, накладаються на ранніші, мезозойські басейни (басейни Вельдський і Ла-Маншу).
Це майже точне накладання об'єктів стиснення на лежачі в основі раніше розширені об'єкти ідеально ілюструє принципи структурної інверсії через великий і добре визначений геологічний об'єкт.

Загальне підняття, викликане третинною інверсією на сході Вельдського басейну, оцінюється в 1525 м; який внаслідок великої кількості мезозойських відкладень не розкриває підстилаючий палеозойський фундамент.

Використання оцінок початкової товщини крейди (400—460 м) та інші мезозойські товщі вказують на складну складчасту структуру, яка, якщо вона не була розмита під час підняття, досягала висоти пасма 1400 м над нинішнім Ешдаунським лісом.
.
Проте цілком імовірно, що ерозія відбувалась одночасно з підняттям, що призвело до надходження великої кількості опадів у Північне море та Ла-Манш.